# Mistrzostwa Świata w Łyżwiarstwie Szybkim w Wieloboju 1894
2. mistrzostwa świata w łyżwiarstwie szybkim w wieloboju odbyły się w dniach 10–11 lutego 1894 roku. Organizatorem zawodów był Sztokholm, a zawodnicy startowali na naturalnym lodowisku ulokowanym w Neglingeviken w Saltsjöbaden. W zawodach wzięli udział tylko mężczyźni. Zawodnicy startowali na czterech dystansach: 500 m, 1500 m, 5000 m, 10000 m. Na dystansie 500 i 1500 m rozegrano kwalifikacje, a także finał, do którego awansowało 4 najlepszych zawodników z kwalifikacji. Mistrzem zostawał zawodnik, który wygrywał trzy z czterech dystansów. Tytułu bronił Holender Jaap Eden, jednak po słabym początku stracił szansę na zwycięstwo, został natomiast rekordzistą świata na 10000 m. Ponieważ żaden zawodnik nie wygrał trzech dystansów, więc nie ogłoszono zwycięzcy. Srebrnych i brązowych medali nie przyznawano. Miejsca pozostałych zawodników są nieoficjalne.

## Uczestnicy
W zawodach wzięło udział 19 łyżwiarzy z 5 krajów. Sklasyfikowanych zostało 8.
| Państwa biorące udział w mistrzostwach | Państwa biorące udział w mistrzostwach | Państwa biorące udział w mistrzostwach | Państwa biorące udział w mistrzostwach | Państwa biorące udział w mistrzostwach |
| -------------------------------------- | -------------------------------------- | -------------------------------------- | -------------------------------------- | -------------------------------------- |
| Holandia                               | Imperium Rosyjskie                     | Norwegia                               | Szwecja                                | Wielka Brytania                        |

## Wyniki
- DNF – nie ukończył, DNS – nie wystartował, f – wywrócił się

| Pozycja | Zawodnik             | Kraj               | 500 m kwalifikacje | 500 m finał | 5000 m        | 1500 m kwalifikacje | 1500 m finał | 10000 m         |
| ------- | -------------------- | ------------------ | ------------------ | ----------- | ------------- | ------------------- | ------------ | --------------- |
| (1.)    | Halvdan Nielsen      | Norwegia           | 54.4 (9.)          | 59.9 !      | 10:01.0 (2.)  | 2:56.8 (7.)         | 9:59.9 !     | 19:43.8 (2.)    |
| (2.)    | Siergiej Puriesiejew | Imperium Rosyjskie | 55.8 (12.)         | 59.9 !      | 10:19.0 (3.)  | 2:52.6 (5.)         | 9:59.9 !     | 20:28.6 (4.)    |
| (3.)    | Frithjof Ericson     | Szwecja            | 56.6 (14.)         | 59.9 !      | 10:21.6 (4.)  | 3:02.4 (10.)        | 9:59.9 !     | 20:08.8 (3.)    |
| (4.)    | Mauritz Callin       | Szwecja            | 53.4 (8.)          | 59.9 !      | 10:22.6 (4.)  | 3:06.2f (13.)       | 9:59.9 !     | 20:43.4 (6.)    |
| (5.)    | John Larsson         | Szwecja            | 55.0 (10.)         | 59.9 !      | 10:49.2 (9.)  | 2:58.8 (9.)         | 9:59.9 !     | 20:35.0 (5.)    |
| (6.)    | Gustaf Johansson     | Szwecja            | 55.4 (11.)         | 59.9 !      | 10:44.0 (8.)  | 2:58.6 (8.)         | 9:59.9 !     | 20:45.4 (7.)    |
| (7.)    | James Aveling        | Wielka Brytania    | 56.0 (13.)         | 59.9 !      | 11:02.8 (11.) | 3:06.8 (15.)        | 9:59.9 !     | 21:51.0 (12.)   |
| (8.)    | Fredrik Gölin        | Szwecja            | 59.2 (17.)         | 59.9 !      | 10:54.2 (10.) | 3:06.0 (12.)        | 9:59.9 !     | 21:48.4 (11.)   |
| DNF     | Gunnar Langborg      | Szwecja            | 9:59.9 !           | 9:59.9 !    | 59:59.9 !     | 59:59.9 !           | 59:59.9 !    | DNF             |
| DNS     | Einar Halvorsen      | Norwegia           | 51.8 (5.)          | 59.9 !      | 9:32.0 (1.)   | 2:45.8 (2.)         | 2:35.6 (1.)  | 59:59.9 !       |
| DNS     | Peder Østlund        | Norwegia           | 51.0 (2.)          | 52.2 (4.)   | 10:25.6 (6.)  | 2:48.4 (3.)         | 2:48.2 (3.)  | 59:59.9 !       |
| DNF     | Sven Bodee           | Szwecja            | 58.2 (16.)         | 9:59.9 !    | 10:31.0 (7.)  | DNF                 | 9:59.9 !     | 20:55.0 (8.)    |
| DNF     | Jaap Eden            | Holandia           | 51.4 (3.)          | 50.4 (2.)   | DNF           | 2:45.2 (1.)         | 2:36.2 (2.)  | 19:12.4 (1.) WR |
| DNS     | Josef Jahnzon        | Szwecja            | 1:04.8f (14.)      | 9:59.9 !    | 11:08.0 (12.) | 9:59.9 !            | 9:59.9 !     | 21:17.0 (9.)    |
| DNS     | Alfred Næss          | Norwegia           | 50.4 (1.)          | 51.4 (3.)   | 59:59.9 !     | 2:55.4 (6.)         | 9:59.9 !     | 59:59.9 !       |
| DNS     | Oskar Fredriksen     | Norwegia           | 51.4 (3.)          | 50.4 (1.)   | 9:59.9 !      | 2:49.8 (4.)         | 2:49.8 (4.)  | DNF             |
| DNS     | Gustaf Gustafsson    | Szwecja            | 52.2 (6.)          | 59.9 !      | 59:59.9 !     | 3:03.2 (11.)        | 9:59.9 !     | 59:59.9 !       |
| DNS     | Helmer Langborg      | Szwecja            | 53.0 (7.)          | 59.9 !      | 59:59.9 !     | 9:59.9 !            | 9:59.9 !     | 59:59.9 !       |
| DNS     | Johan Lindstedt      | Imperium Rosyjskie | 56.8 (15.)         | 9:59.9 !    | 59:59.9 !     | 3:06.2 (13.)        | 9:59.9 !     | 21:17.6 (10.)   |